# ناحیه تابشی

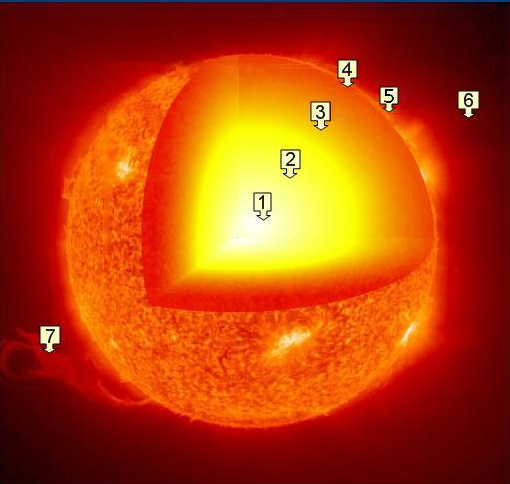
لایه‌های خورشید:
۱- هسته
۲- ناحیه تابشی
۳- ناحیه همرفتی
۴- شیدسپهر
۵- فام‌سپهر
۶- تاج
۷- زبانه‌ها

ناحیه تابشی لایه کروی بزرگی است که اطراف هسته را فرا می‌گیرد. کران بیرونی این لایه هفتاد درصد از شعاع خورشید را تا سطح آن می‌پیماید. ناحیه تابشی ۳۲ درصد از حجم و ۴۸ درصد از جرم خورشید را شامل می‌شود.
نام «ناحیه تابشی» از آنجا ناشی می‌شود که انرژی در این ناحیه از طریق تابش منتقل می‌شود. فوتون‌ها از «هسته» بیرون آمده و از لایه‌های پایدار گاز می‌گذرد، اما در میان ذره‌های چگال گاز پراکنده شده و معمولاً هر فوتون برای پیمودن این ناحیه می‌تواند تا ۱٫۰۰۰٫۰۰۰ سال در راه باشد.
در پائین «ناحیه تابشی» چگالی ۲۲ گرم بر سانتی‌متر مکعب است و درجه حرارت ۸٫۰۰۰٫۰۰۰ کلوین. در بالای این ناحیه چگالی به ۰٫۲ گرم بر سانتی‌متر مکعب می‌رسد و حرارت تا ۲٫۰۰۰٫۰۰۰ کلوین کاهش می‌یابد.
ساختار ناحیه تابشی، از زمان تولد خورشید، بسیار پایدار بوده‌است. همچنین، درصد عناصر از بالای ناحیه تابشی تا سطح خورشید، تقریبا یکسان است.